# مسجد صفا (گوا)
مسجد صفا یا مسجد صفا شاهوری مسجدی در پندا در گوا در هند است. این بنای تاریخی اسلامی در قرن شانزدهم میلادی ساخته شده‌است. این مسجد دارای مجموعه‌ای متشکل از باغ و فواره‌ها است. سقف سفالی قرمز شیبدار شبستان مستطیل شکل را می‌پوشاند.

## تاریخ

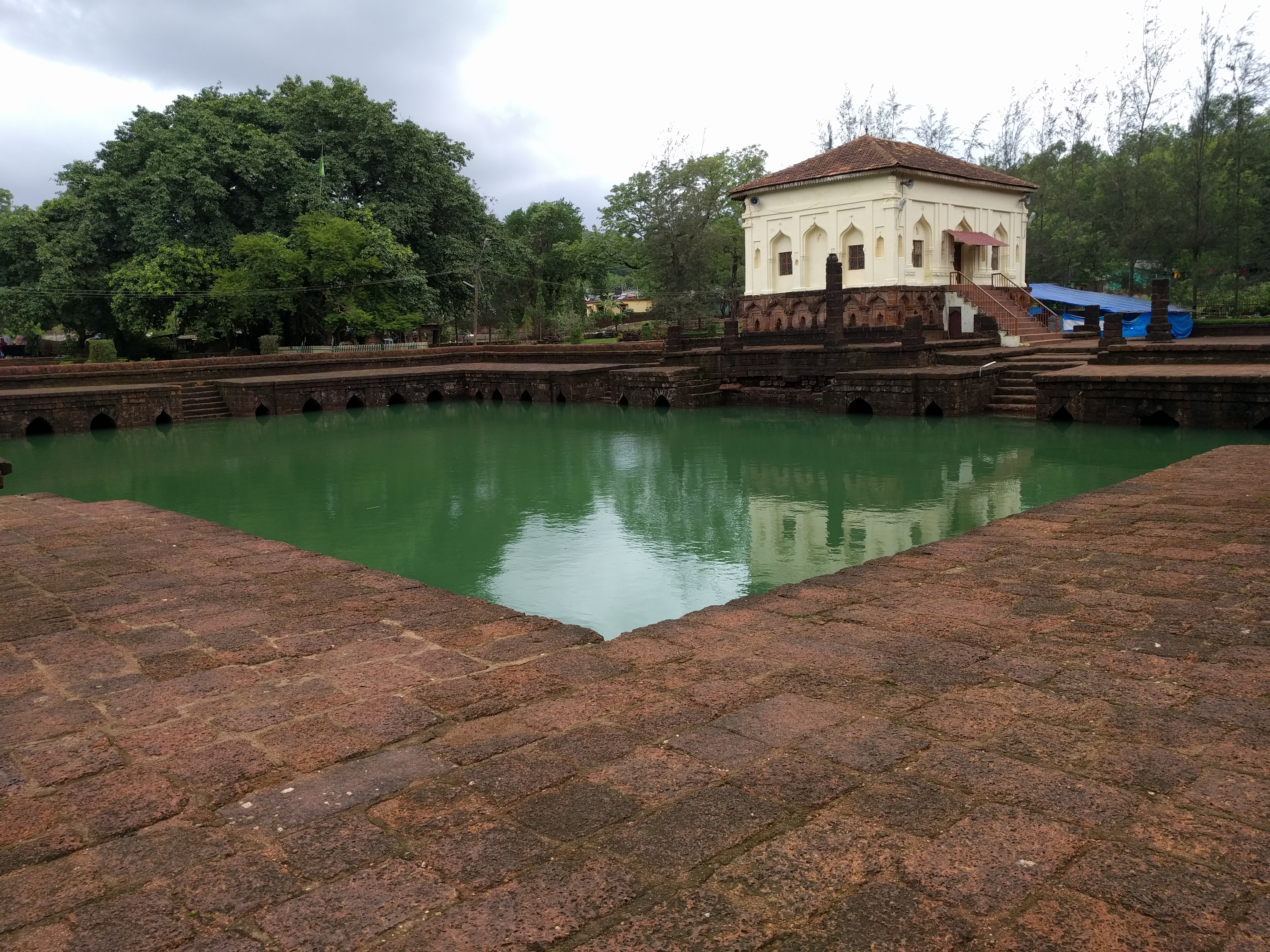
در مجاورت جنوبی مسجد صفا، یک مخزن سنگ‌تراشی شدۀ آب به ابعاد ۳۰ در ۳۰ متر با طرح‌های محرابی قرار دارد.

این مسجد ممکن است منسوب به دورهٔ عادل شاه تاریخ گذاری شود. این بنا هیچ کتیبه ای ندارد. ابراهیم عادل شاه اول حاکم بیجاپوری این مسجد را در سال ۱۵۶۰ در حدود ۲ کیلومتری نسبت به مرکز شهر پندا ساخته‌است.